# 간 류
간 류(일본어:  鴈 龍, 1964년 8월 9일 ~ 2019년 11월 1일)는 일본의 배우이다. 교토부 교토시 출신했다.